# Gmina Centar
Gmina Centar (mac. Општина Центар) – gmina tworząca jednostkę administracyjną Wielkie Skopje, będąca częścią skopijskiego regionu statystycznego (скопски регион).

## Demografia
Według spisu z 2002 roku gminę zamieszkiwało 45 412 osób. Pod względem narodowości większość mieszkańców stanowią Macedończycy (85,39%), a wśród mniejszości narodowych największą grupę tworzą Serbowie (4,49%), pozostali zaś (10,12%).
W skład gminy wchodzi:
- 12 osiedli: Centar, Kapisztec, Prolet, Bunjakowec, Madżir Maało, Debar Maało, Nowo Maało, Pajko Maało, Wodno, Krńewo, Park Maało, Tasino Czeszmicze.